# Jabón (El Valle de Jesús)
Jabón "El Valle de Jesús"
El Jabón o también conocido como "El Valle de Jesús", es una pintoresca y pequeña población de la Región Caroreña ubicado al occidente de Venezuela, en el Municipio Autónomo Torres del estado Lara. En 1909 fue elevado a capital de la Parroquia Lara.

## Ubicación
Se encuentra a 14 km de la población La Pastora, a 11 km de la población de San Pedro a 41 km de Carora, capital del Municipio. 
Con una altitud de 1.529 metros de altura, lo hace que sea un destino predilecto para quienes cruzan el aire en aventuras de alto riesgo. Su temperatura promedio es de 18,0 °C. Al iniciar el ascenso por la sinuosa carretera de asfalto las montañas se erigen firmes y coloridas, hacen gala de lo que son, pintan el valle y hacen llenar de oxígeno puro los pulmones. N 9° 48,453'   W  70° 7,374' (en la Plaza Bolívar). Su casco central es atravesado por la vía principal que conduce a la Cascada del Vino, atracción turística del Municipio Morán (Lara). Es una zona de recreación muy visitada por los habitantes de la región, aunque es turismo no regulado, especialmente durante la temporada de Carnaval y Semana Santa, aunque el número exacto de visitantes es desconocido por falta de registros, se estima que durante cada feriado trae unas 2.500 personas a la zona.

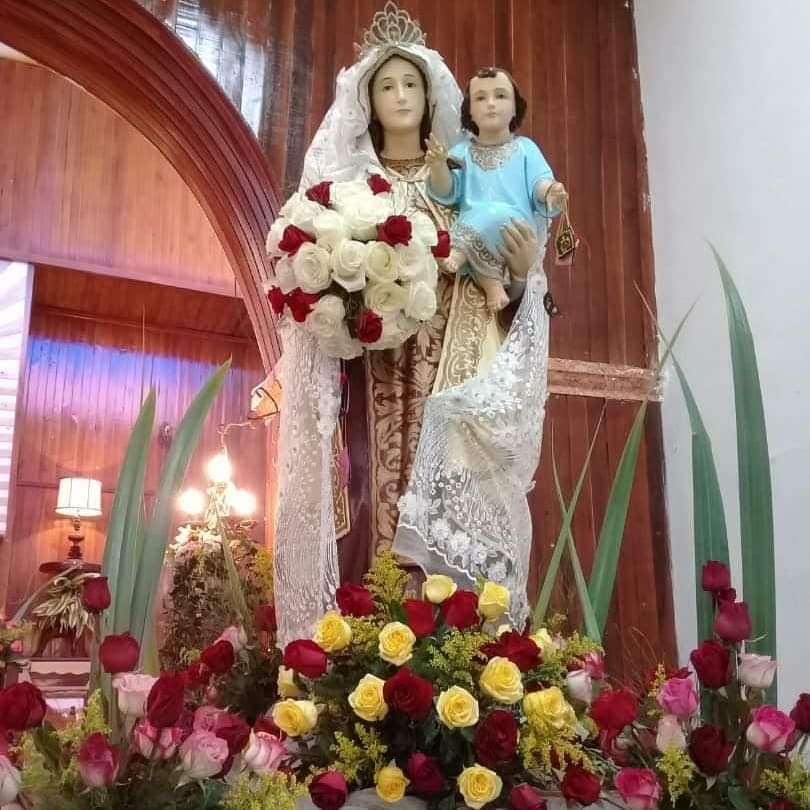
Patrona del Pueblo Virgen del Camen

El pueblo cuenta con una Jefatura Civil actualmente regida por Laura Beatriz Matar quien sucedió a Yakeline Balderrama; ambulatorio rural tipo II, varias cooperativas, casa de orfanato, iglesias, escuela, biblioteca, bodegas, cementerio, hospedajes y posadas como la conocida Posada  "Monte Tabor" fundada por Pedro Guerra y su esposa Lda. Coromoto Guedez; docente y exdirectora de la Unidad Educativa Nacional "Francisco Suarez".
Es casi el último poblado caroreño del municipio que goza en sus tierras de pertenecer por metros a la cadena montañosa conocida "cordillera andina", esta nace en Argentina y Chile exhibe sus montañas en la mayoría de los países suramericanos y que en Venezuela tres estados son característicos de esta geografía, Táchira, Mérida y Trujillo.

## Economía
Su economía depende de la agricultura, dedicada principalmente al cultivo de café, asociaciones agropecuarias como la llamada "PACA", fundada a finales del siglo XX por 37 socios miembros de la población como Pedro Infante, Alberto J. Guedez y miembros de la familia Abate, Florido entre otros. La ganadería es la segunda fuente de ingresos junto a la gastronomía y la artesiana haciendo mención al trabajo de Doña Sara Mattar y Doña Teresa Alvarado de Díaz. Y por su puesto en determinadas temporadas del año, el turismo.

## Población
Tiene una población aproximada a los 2.700 habitantes en su mayoría descendiente de emigrantes. A pesar de que en el pueblo se registran muchos apellidos caroreños como Díaz, Alvarado y Herrera, entre los apellidos más comunes de los pobladores también se pueden mencionar Florido (descendientes de Pascual Florido), Balderrama, Villasmil, Materano, Guedez, (que fueron expulsados de España durante el reinado de los reyes católicos a finales del siglo XV), Guerra (Descendientes del Libanés Pedro Harb), Mattar que en español significa Lluvia (Descendientes del Libanés Don Pedro José Mattar), Saldivia (Descendientes del Libanés Yasbeck Saldivia), Melendez, Escalona entre otros.
El pueblo cuenta muchas tradiciones y culturas heredadas de sus ancestros, la diversidad es protagonista del ambiente. En la U.E.N. "Francisco Suarez" se imparten clases de Danza y cultura inicialmente dirigidas por Doña Isabel Este Fernandez de Guerra, siguiendo el legado la Docente Adela Sofia Guerra. La Administración del Instiruto Educativo estuvo bajo la dirección de la Lic.Reina Esperanza Guedez cargo que actualmente ejerce Lcdo.Edickson Alvarez Infante

## Religión

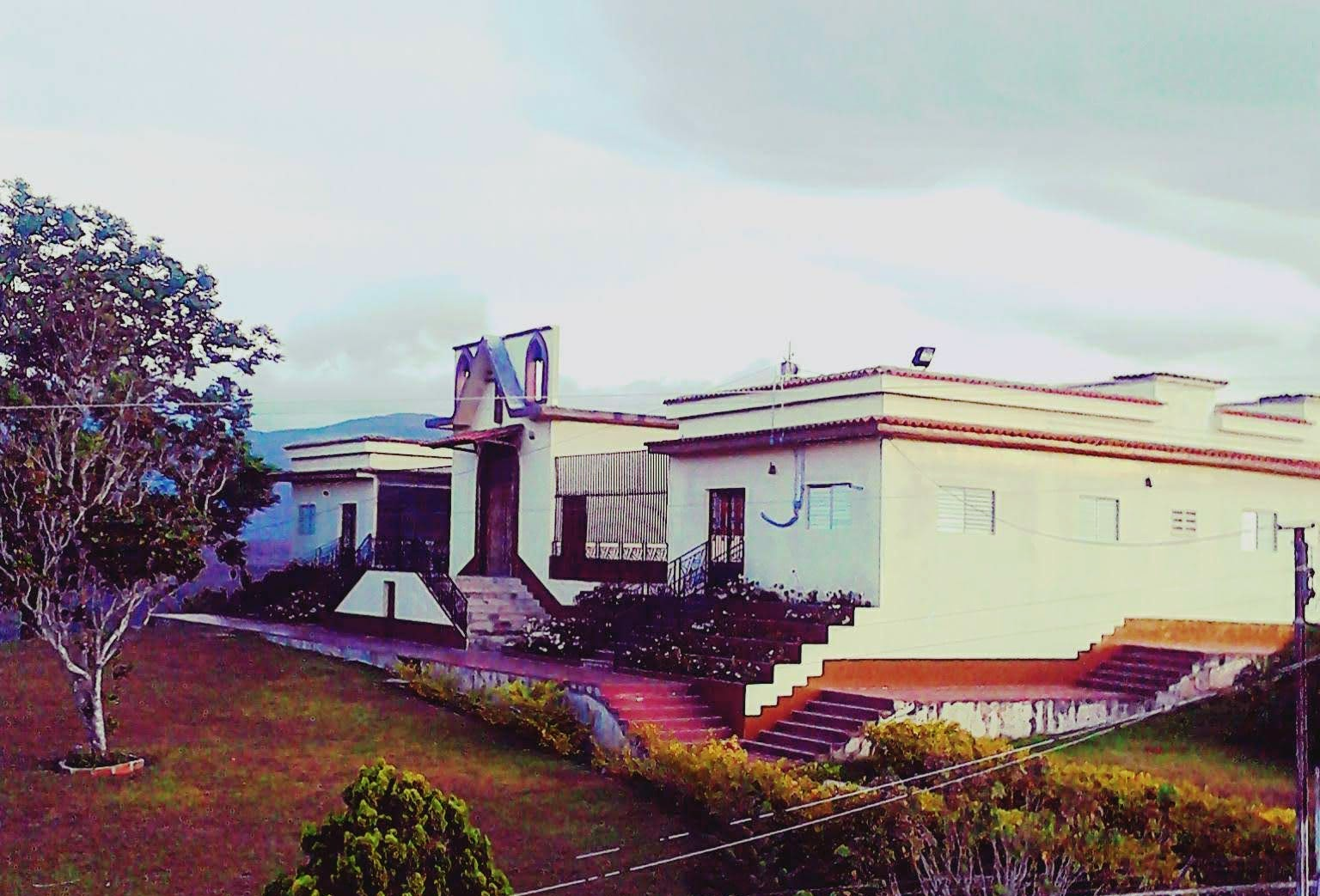
Monasterio Casa Betania

Es un pueblo alegre que conserva las tradiciones caroreñas mágico-religiosas como el robo del niño Jesús, el baile de la Cruz de Mayo, San Antonio de Padua, San Juan Bautista, feligreses de La Virgen de la Chinquiquirá de Aregue y otras como el velorio de San Benito y las fiestas patronales en honor a la Virgen del Carmen. Junto a la Plaza Bolívar se ubica la Iglesia principal de fe Católica, también hay congregaciones Evangélicas-Cristianas como la Iglesia Pentecostal Nehemias, Testigos de Jehová, la Sociedad Centro Espiritual Filosófico Alan Kardec y El Monasterio "Casa Betania" donde se realizan retiros y ejercicios espirituales de fe Católica.